# Jason Downs
Jason Wright Downs (ur. 8 września 1973 w Columbia) – amerykański aktor i piosenkarz.

## Życiorys
Urodził się w Columbia w Maryland jako syn Jeanie i Jaya Downsów. Ma brata Jordana i siostrę Jillian. Pochodzi z Czirokezów, ma też korzenie holenderskie, irlandzkie i szkockie. Ukończył Tisch School of the Arts na Uniwersytecie Nowojorskim z tytułem licencjata.
Zagrał Bobby’ego w filmie muzycznym Johna Watersa Lakier do włosów (1988) i Alana Lipsky w dramacie Roberta Mulligana Serce Clary (1988) z Whoopi Goldberg.
W 1988 podjął współpracę z raperem o pseudonimie Milk Dee, który wyprodukował wiele jego piosenek. Wydał dwa albumy w Jive Records, White Boy with a Feather (2001) i The Spin (2004). Nagrał single takie jak „White Boy with a Feather”, „Revenue”, „Cherokee”, „Trippin”', „Shut Up (Let’s Hook Up)” oraz cover Harry’ego Chapina „Cat’s in the Cradle”. Jego singiel „White Boy with a Feather” zadebiutował na 19 miejscu brytyjskiej listy przebojów singli. Na styl jego twórczości mają wpływ muzyka country, pop, rock, rap i muzyka ludowa. Jako artysta muzyczny występował w wielu brytyjskich programach radiowych i programach rozrywkowych, w tym w Top of the Pops, CD:UK, MTV, sesja w stodole radio2XS i The Big Breakfast.
W 2021 przyjął rolę Allana Rhodesa w operze mydlanej NBC Dni naszego życia. 
Występował z National Players jako Kaliban – syn wiedźmy w sztuce Williama Szekspira Burza i Romeo w tragedii szekspirowskiej Romeo i Julia.
Downs mieszka obecnie w Los Angeles ze swoją żoną Sharon Raab Downs i dwójką dzieci.

## Dyskografia
- 2001: White Boy With a Feather
- 2004: The Spin